# Tití de cap bru
El tití de cap bru (Leontocebus fuscicollis) és una espècie de mico de la família dels cal·litríquids que viu a Bolívia, el Brasil, Colòmbia, l'Equador i el Perú.